# 超実力派宣言
超実力派宣言（ちょうじつりょくはせんげん）は、新日本プロレスが主催するプロレス興行。また、同興行を扱うPPVの名称。
新日本プロレスが50周年を記念して開催するビッグマッチの中の1つである。

## 概要
大会開始前には、1日に死去した団体創設者のアントニオ猪木を追悼する10カウントゴングセレモニーを実施。また、休憩明けには、NJPW WORLD認定TV王座の新設が発表された。
第6試合は当初KUSHIDAと石森太二のシングルマッチが予定されていたが、KUSHIDAが手足口病に罹患したため欠場となり、急遽マスター・ワトとのシングルマッチに変更となった。

## 試合結果

### 超実力派宣言
| 第1試合 20分1本勝負 ■ 成田蓮凱旋帰国試合                                                                                       |                                                  |                                                                 |
| ○成田蓮 ロビー・イーグルス デビッド・フィンレー                                                                                | 7分28秒 成田スペシャル4号                        | DOUKI● 金丸義信 エル・デスペラード                              |
| 第2試合 20分1本勝負 |                                                  |                                                                 |
| タイチ ○ザック・セイバーJr. | 9分58秒 ヨーロピアンクラッチ                     | バッド・デュード・ティト● シェイン・ヘイスト                    |
| 第3試合 20分1本勝負 |                                                  |                                                                 |
| ○田口隆祐 ヒクレオ 棚橋弘至 | 7分14秒 体固め                                   | SHO● 高橋裕二郎 EVIL                                            |
| 第4試合 30分1本勝負 ■スペシャルタッグマッチ                                                                                    |                                                  |                                                                 |
| ●YOSHI-HASHI 後藤洋央紀 | 10分09秒 ツアー・オブ・ジ・アイランド→片エビ固め | グレート-O-カーン ジェフ・コブ○                                 |
| 第5試合 30分1本勝負 |                                                  |                                                                 |
| ○BUSHI 高橋ヒロム SANADA 内藤哲也                                                                                              | 8分07秒 MX→エビ固め                              | フランシスコ・アキラ● TJP アーロン・ヘナーレ ウィル・オスプレイ |
| 第6試合 30分1本勝負 ■ スペシャルシングルマッチ                                                                                 |                                                  |                                                                 |
| ○マスター・ワト | 14分40秒 レシエントメンテ                        | 石森太二●                                                       |
| 第7試合 60分1本勝負 ■ 『KOPW 2022』争奪戦 Who's Your Daddy Match                                                               |                                                  |                                                                 |
| ○鷹木信悟 (KOPW2022保持者) | 16分01秒 グラウンド卍固め                        | エル・ファンタズモ● (挑戦者)                                    |
| ※保持者が2度目の防衛に成功。 ※試合後、敗者はリング上にてマイクで『アナタがダディです』と勝者に言わなければならないものとする。 |                                                  |                                                                 |
| 第8試合 60分1本勝負 ■ スペシャルシングルマッチ                                                                                 |                                                  |                                                                 |
| ○オカダ・カズチカ | 19分53秒 レインメーカー→片エビ固め               | JONAH●                                                          |
| 第9試合 60分1本勝負 ■ IWGP世界ヘビー級選手権試合                                                                               |                                                  |                                                                 |
| ●タマ・トンガ (挑戦者) | 31分07秒 ブレードランナー→片エビ固め             | ジェイ・ホワイト○ (第5代IWGP世界ヘビー級王者)                   |
| ※王者が2度目の防衛に成功。 |                                                  |                                                                 |